# Feuchtgebiet am mittleren Niger
Das Feuchtgebiet am mittleren Niger (französisch: Zone humide du moyen Niger) ist ein Feuchtgebiet in der Region Dosso in Niger. Es steht nach der Ramsar-Konvention unter Schutz.

## Lage und Schutzstatus
Das Feuchtgebiet liegt am linken Ufer des Flusses Niger. Es erstreckt sich über Teile der Gemeinden Sambéra im Departement Dosso und Tanda im Departement Gaya, die beide zur Region Dosso gehören. Im Süden grenzt es an ein weiteres Ramsar-Gebiet, das Feuchtgebiet am mittleren Niger II.
Das Feuchtgebiet am mittleren Niger nimmt eine Fläche von 52.180 Hektar ein und wurde am 17. Juni 2001 nach der Ramsar-Konvention unter Schutz gestellt. Es umfasst einen Abschnitt des Stroms Niger und seiner Überschwemmungsflächen, mit teils nur temporär vorhandenen Teichen, einschließlich der Mündung des Trockentals Walwal in den Niger.

## Fauna und Flora
Die wichtigsten im Feuchtgebiet beobachteten Vogelarten sind die Knäkente, die Witwenpfeifgans, der Seidenreiher, der Kampfläufer, die Sporngans und die Höckerglanzgans. Unter den Fischarten finden sich Alestes baremoze, Citharinus citharus, Clarias anguillaris, Distichodus brevipinnis, Heterobranchus bidorsalis, Heterotis niloticus, Hyperopisus bebe, Polypterus senegalus und Protopterus annectens.
Zu den bemerkenswerten Pflanzen zählen vor allem die Doumpalmen-Art Hyphaene thebaica, ferner die Süßgräser-Arten Anthephora nigritana und Echinochloa stagnina, die Mimosen-Art Mimosa pigra sowie die Weiße Seerose.

## Siedlungen
Zu den wichtigsten Siedlungen im Gebiet zählen:
- die Dörfer Bangaga Rimaibe, Koulou, Kounkouroutou Koira, Larrey, Ounna und Yoldé in der Landgemeinde Sambéra sowie
- die Dörfer Albarkaïzé und Sia in der Landgemeinde Tanda.[1]